# Episodi di Io ti cercherò
Gli otto episodi della serie televisiva italiana Io ti cercherò sono stati trasmessi in prima visione da Rai 1 dal 5 al 26 ottobre 2020.
| nº | Titolo       | Prima TV        |
| -- | ------------ | --------------- |
| 1  | Via lattea   | 5 ottobre 2020  |
| 2  | La fiducia   | 5 ottobre 2020  |
| 3  | Il cercatore | 12 ottobre 2020 |
| 4  | Acqua        | 12 ottobre 2020 |
| 5  | Fragile      | 19 ottobre 2020 |
| 6  | Dhaval       | 19 ottobre 2020 |
| 7  | Due padri    | 26 ottobre 2020 |
| 8  | Le divise    | 26 ottobre 2020 |

## Via lattea
Roma. Ettore Frediani, figlio dell'ex vice commissario Valerio, viene aggredito in casa e fatto ritrovare morto lungo un argine del Tevere. Il padre trova i suoi occhiali rotti in casa e, capendo subito che non si è trattato di un suicidio, inizia a indagare aiutato dalla sua amica commissario Sara.
- Ascolti Italia: 5 159 000 telespettatori - share 20,15% [1]

## La fiducia
Valerio entra nel suo vecchio commissariato per cercare un disegno che gli aveva fatto il figlio ma viene cacciato da un suo ex collega per vecchi screzi. Un altro suo vecchio collega fidato gli rivela che non c’è più traccia della chiamata che una donna aveva fatto al 112 segnalando di aver visto Ettore il venerdì sera buttarsi da un ponte sul Tevere quando però il cadavere verrà ritrovato solo all'alba della domenica. Valerio fa quindi visita alla donna che però sembra impaurita e lo minaccia; da uno dei punkabbestia che stazionano sotto il ponte scopre invece che due suoi amici testimoni sono stati prelevati da due agenti in borghese.
Intanto da un flashback scopriamo che anni prima Valerio ha avuto un “precedente” con Sara e ora tra i due c’è un riavvicinamento.
Dall'autopsia emerge che Ettore è morto per affogamento e sotto effetto di eroina ma la sua fidanzata Martina a Valerio nega che si drogasse e che ci vedesse senza occhiali consegnandogli anche il suo pc, usato dal ragazzo ancora il sabato mattina. Valerio ora ha la certezza che Ettore era vivo quindi la sera prima e che è in atto un depistaggio.
- Ascolti Italia: 4 528 000 telespettatori - share 21,19% [1]

## Il cercatore
Valerio trova una dei due punkabbestia che gli racconta di aver visto due persone buttare Ettore nel fiume sabato notte; la ragazza sembra spaventata da qualcosa e quando lui le dice di volerla portare da un PM un ragazzo lo colpisce alla testa. Luciano, agente della postale amico di Sara, analizza il pc di Ettore ma il giorno dopo su un quotidiano vengono pubblicati alcuni pezzi del suo diario; Gianni scopre che a passare il contenuto al giornale è stato Tommaso Sallusti, uno degli agenti che ce l'ha con Valerio. Frediani in un cespuglio lungo il Tevere trova una scarpa del figlio.
- Ascolti Italia: 4 945 000 telespettatori - share 19,00%;[2]

## Acqua
Alessandro, un amico di Valerio della scientifica, analizza la scarpa di Ettore. Aiutato dall'amico Arturo perlustra il lungotevere e dopo essersi buttato nel fiume per recuperare la maglietta del figlio sul fondale viene colpito da un infarto. Una volta uscito dall'ospedale incontra il dottor Lentini, il PM che lo aveva fatto condannare, convincendolo a riaprire il caso sulla morte di Ettore. Si scopre che l'autopsia era falsa e che Ettore era già morto a causa delle percosse quando è stato gettato nel fiume.
- Ascolti Italia: 4 370 000 telespettatori - share 20,20%;[2]

## Fragile
Valerio si introduce negli uffici della PGS, società di vigilanza privata proprietaria del mezzo che ha scaricato il corpo di Ettore sul lungotevere, reperendo materiale utile alle indagini. Anche se scoperto riesce a fuggire senza conseguenze. Vengono intanto arrestati dalla polizia due cittadini cinesi che confessano di essere stati loro ad uccidere Ettore per averli fotografati nel pieno della loro attività di contraffazione di merci. Ma Valerio non è affatto convinto: si tratta dell'ennesimo depistaggio. Un amico di Ettore racconta a Valerio che qualche giorno prima di morire era finito fuori strada sulla statale verso Rieti rimanendo illeso; l'ex poliziotto si reca sul posto insieme a Sara e trova l'auto distrutta nel bosco.
- Ascolti Italia: 4 696 000 telespettatori - share 18,03% [3]

## Dhaval
Indagando insieme a Sara scoprono che il ragazzo era diretto in un albergo di Rieti per aiutare il senegalese Moussa e la sua famiglia, assegnatari di una casa popolare a Ostia dalla quale erano stati sfrattati dalla malavita locale. Valerio fa un sopralluogo sul posto intuendo che è diventata una zona di spaccio ben controllata da criminali.
Nel frattempo il caso viene nuovamente chiuso dato che sono stati arrestati i presunti colpevoli i quali vengono condannati con rito abbreviato a 7 anni di carcere. Valerio non demorde e lo stesso Martina e gli amici di Ettore dato che fanno calare una sua gigantografia da un palazzo di Piazza Barberini con scritto “Giustizia per Ettore”.
- Ascolti Italia: 4 161 000 telespettatori -share 19,22%;[3].

## Due padri
Valerio studia i movimenti del capo della piazza di spaccio di Ostia e decide di rapinarlo per costringerlo a incontrare i suoi superiori. Grazie a un GPS rimediato da Sara ne segue le tracce fino all'Eur, dove l'uomo incontra due loschi figuri a bordo di una berlina scura di cui Valerio fotografa la targa. Dalla targa Valerio risale ad un certo avvocato La Gioia che amministra diverse società tra cui la Global protection. Decide di seguirlo e di intercettare le sue telefonate con una microspia nella batteria del suo telefono. Ascoltando le telefonate, Valerio decide di fare un appostamento ad un incontro tra l'avvocato e Sapri. Si intuisce che il dirigente di polizia è corrotto. Intanto il padre di Valerio ammette di non essersi dato pace per non averlo difeso tempo prima dalle accuse di spaccio e corruzione rivelandogli poi che Ettore lo aveva cercato un pomeriggio prima di morire.
- Ascolti Italia: 4 672 000 telespettatori – share 17,70%;[4]

## Le divise
Valerio mette al corrente il fratello delle scoperte ma, vista la sua reazione, intuisce che anche quest'ultimo è coinvolto nell'omicidio di Ettore dato che sembra conoscere l'avvocato La Gioia. Inizia così a pedinarlo scoprendo l'esistenza di una società immobiliare collegata a molte altre società estere: una di queste si chiama Difrinae Ltd (anagramma di Frediani) con sede a Londra, dove Gianni ha comprato una casa al figlio. Da Martina scopre poi che Ettore aveva proprio sentito lo zio qualche giorno prima di essere ucciso dopo aver cercato il nonno. Dalle analisi della scientifica effettuate da Alessandro e dalle ricerche di Sara, si scopre che il sangue trovato è di un uomo della PGS che è un ex terrorista arrestato nel 1998 da Sapri, il quale lo aveva convinto a collaborare con la giustizia per poi fargli avere una nuova identità. Valerio lo sequestra costringendolo a telefonare a Gianni e Sapri per un incontro urgente alla cava dove Ettore è morto. L'incontro vede i quattro confrontarsi, e ne scaturisce una sparatoria dove Sapri muore ucciso da Gianni, che salva in questo modo Valerio chiarendo che non sapeva dell'intenzione del suo superiore di uccidere il nipote e di aver provato a salvarlo.
Martina e gli amici creano la “Onlus Ettore Frediani” e Valerio, nel suo discorso, ammette gli errori fatti da padre, e ringrazia il figlio del suo coraggio.
- Ascolti Italia: 4 099 000 telespettatori – share 19,50% [4].